# 萊諾克斯 (紐約州)
萊諾克斯（英語：Lenox）是一個位於美國紐約州麥迪遜縣的鎮。

## 人口
根據2020年美國人口普查的數據，萊諾克斯的面積為93.99平方千米，當中陸地面積為93.93平方千米，而水域面積為0.06平方千米。當地共有人口8768人，而人口密度為每平方千米93人。